# スウェーデン狂詩曲
『スウェーデン狂詩曲』（Svensk rapsodi）は、ヒューゴ・アルヴェーンが作曲した管弦楽曲。第1番と第2番、第3番の3曲がある。

## 第1番『夏至の徹夜祭』作品19
第1番はアルヴェーンの作品中最も有名で、演奏頻度も多い。1901年に作曲され、初演は1904年5月10日に作曲者自身の指揮により行われた。
クラリネットにより開始される主題はスウェーデン民謡に基づいている。全曲を通して若者の一日を描いており、夜明けの主題はイングリッシュホルンにより提示される。演奏時間は約12 - 14分。
1953年にカナダの編曲家であるパーシー・フェイスが、そして1954年にはイギリスの編曲家であるマントヴァーニがそれぞれ『スウェーディッシュ・ラプソディ』（Swedish Rhapsody）のタイトルでアレンジしたことで世界的に有名となった作品であり、日本ではかつてフジテレビで放送されていたバラエティ番組「はねるのトびら」内のコーナー「ほぼ100円ショップ」のBGMとして、マントヴァーニによる編曲版が使用された。
また、これより前の1968年4月から同年5月まで、NHKの『みんなのうた』で『風のくれたひみつ（スウェディッシュラプソディ)』という合唱曲として放送されており、作詞は中原淳一、編曲は石川皓也が手掛け、歌は東京放送児童合唱団、映像は木馬座製作によるシルエットだった。再放送はされておらず、「みんなのうた発掘プロジェクト」により音声は提供されたものの、映像は2021年現在提供されていない。また、「みんなのうた」関連楽譜集には楽譜は掲載されていない。

## 第2番『ウプサラ狂詩曲』作品24
第2番は第1番に較べると演奏機会はそれほど多くはない。1907年にカール・フォン・リンネ生誕200年のために作曲され、初演は1907年5月23日にウプサラにてイヴァール・ヘルデンブラッド指揮、アカデミー管弦楽団により行われた。
ブラームスの『大学祝典序曲』に倣って、学生歌を引用して書かれた。演奏時間は約11～12分。

## 第3番『ダラーナ狂詩曲』作品47
第3番もまた、第1番に較べると演奏機会はそれほど多くはない。1932年にオルサ湖の景観に着想を得てダラーナの民謡を素材として作曲され、初演は1932年4月27日ストックホルムの演奏会場で作曲者の指揮により行われた。
ソプラノ・サクソフォンにより提示される角笛の主題で開始され、その後賑やかな結婚行進曲が現れる。演奏時間は約25～30分。